# أولاد بومعيزة (الخطوات)
أولاد بومعيزة هو دُوَّار يقع بجماعة أولاد امحمد، إقليم سطات، جهة الدار البيضاء سطات في المملكة المغربية. ينتمي الدوّار لمشيخة الخطوات التي تضم 3 دواوير. يقدر عدد سكانه بـ 976 نسمة حسب الإحصاء الرسمي للسكان والسكنى لسنة 2004.

## روابط خارجية
- البوابة الوطنية للجماعات الترابية
- المندوبية السامية للتخطيط